# X comme inconnu
X comme inconnu (X Stands for Unknown) est un livre de vulgarisation scientifique d'Isaac Asimov édité en 1984. Il explique différents thèmes généraux scientifiques tels qu'on pouvait les expliquer à l'époque.

## Chapitres
Physique
1. Lumières
2. Quatre cents octaves
3. Le trio mort trop tôt
4. X comme inconnu

Chimie
1. Le grand frère
2. Pain et pierre
3. Le silicone roi
4. Une vie au Silicium quand même

Astronomie
1. La longue ellipse
2. Époques et empires
3. L'orbite de Monsieur Clarke
4. Prêt et attentif
5. Centres mortels
6. Dans la brousse

Mathématiques
1. Alchimie

En bordure
1. Le cercle de la terre
2. Les armées de la nuit